# André Pieyre de Mandiargues
André Pieyre de Mandiargues (n. 14 martie 1909, Paris, Île-de-France, Franța – d. 13 decembrie 1991, Paris, Île-de-France, Franța) a fost un scriitor francez care a câștigat Premiul Goncourt în 1967 pentru romanul La Marge. A devenit asociat al suprarealiștilor și s-a căsătorit cu pictorița italiană Bona Tibertelli de Pisis (o nepoată a pictorului italian contele Filippo Tibertelli de Pisis). A fost un prieten deosebit de apropiat al pictorului Leonor Fini.
Romanul său La Marge a câștigat Premiul Goncourt și a fost transformat într-un film cu același nume realizat de Walerian Borowczyk în 1976. Colecția sa de articole pornografice este prezentată în filmul Une collection particuliere a lui Borowczyk. Borowczyk a folosit și lucrările lui Mandiargues pentru prima poveste inclusă în filmul său antologic Immoral Tales.
A scris, de asemenea, o introducere la Histoire d'O scrisă de Anne Desclos și a semnat Manifeste des 121.
Cartea sa Feu de braise (1959) a fost publicată în 1971.
Cea mai populară carte a sa a fost The Motorcycle (1963), care a fost adaptată pentru filmul din 1968 La Motocyclette, în care a fost distribuită Marianne Faithfull. Mandiargues a fost prieten cu jurnalista de motociclete Anke-Eve Goldmann, care a fost probabil inspirația pentru personajul principal „Rebecca”, deoarece Goldmann a fost prima femeie care a condus o motocicletă cu un costum de curse realizat dintr-o singură bucată, pe care l-a proiectat împreună cu producătorul german Harro.

## Lucrări
- Le Musée noir (1946)
- L'Anglais décrit dans le château fermé (1953)
- Le Lis de mer (1956)
- Le Belvédère (1958)
- Feu de braise (1959)
- La motocyclette (1963)
- La Marge (1967)
- Isabella Morra (1974)
- Tout disparaîtra (1987)